# Hr.Ms. Naarden (1956)
Hr.Ms. Naarden was een mijnenveger van de koninklijke marine. Nadat het bij de marine was afgevoerd verloor het het predicaat Hr.Ms. en heet het schip Naarden.
Het schip, uit de Dokkumklasse, is in 1956 gebouwd in Schiedam.
In november 1997 is het schip geschonken aan het Zeekadetkorps Delfzijl, als opvolger van Roermond (eveneens een schip uit de Dokkumklasse) dat nu in gebruik is door het Zeekadetkorps Lemmer.

## Stranding
1 februari 1983 is Hr.Ms. Naarden samen met Hr.Ms. Ommen in vliegende storm aan de grond gelopen op het Haringvliet. Pas met assistentie van een berger en de hulp van twee sleepboten kwamen de schepen los.